# 浦东清真寺
浦东清真寺是位於中华人民共和国上海市浦东新区源深路的一個清真寺，佔地面積1650平方米，建築面積2250平方米，宣禮塔高36米。1935年8月，外地來滬的穆斯林在陆家嘴西北側吳家廳、爛泥渡（東昌路）一帶集資修建3間平房，其中1間用作禮拜室。1939年11月，清真寺正式建成。1947年4月，清真寺在附近重建。文化大革命期間，清真寺被用作學校。1985年6月，清真寺恢復宗教功能並重新開放。1995年，由於浦東開發開放，浦東清真寺打算異地搬遷。1999年3月28日，搬遷至源深路的清真寺建成。